# Sublimation (psychanalyse)
Pour les articles homonymes, voir Sublimation.

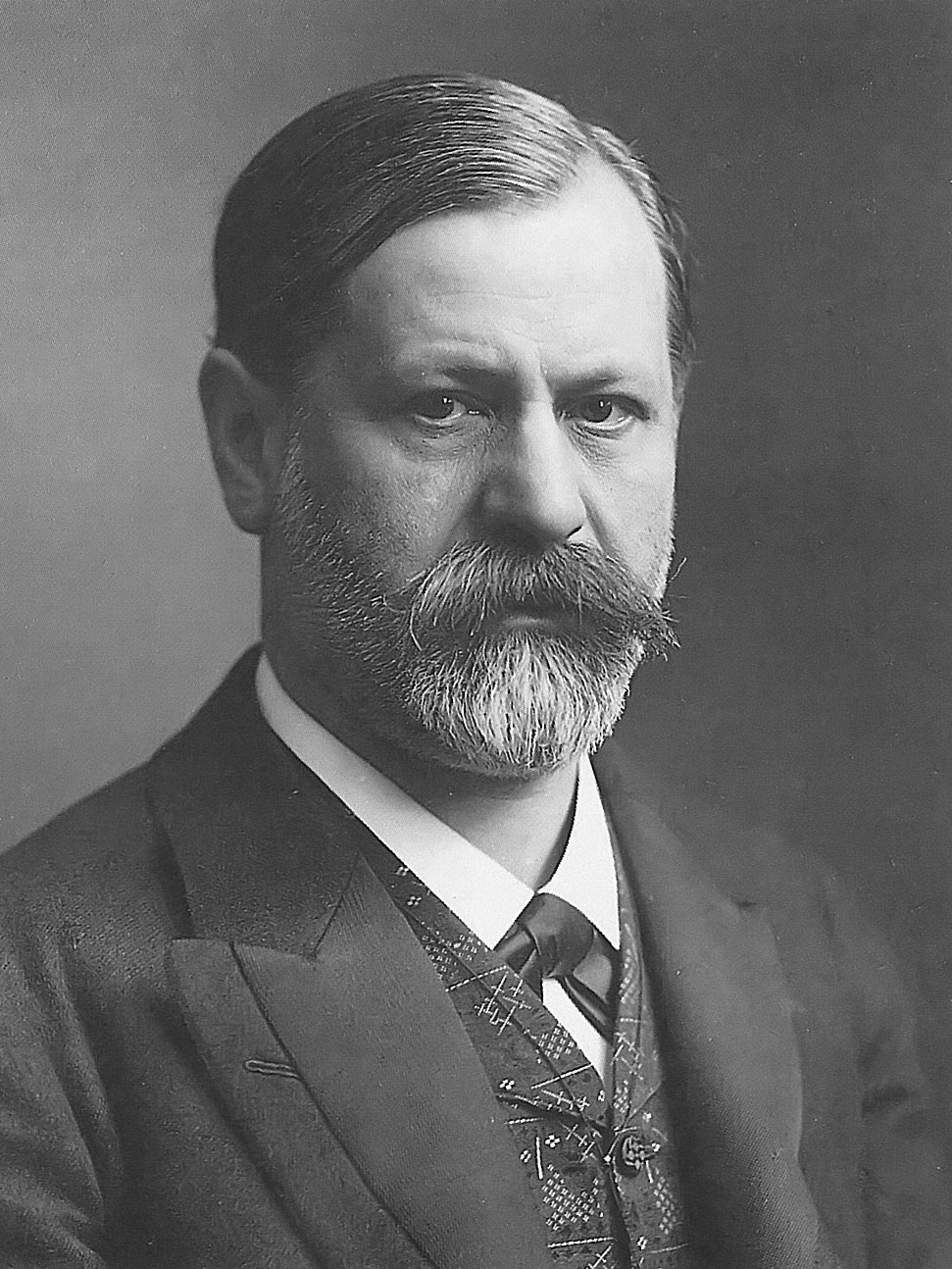
Sigmund Freud vers 1905, quand il définit la sublimation pour la première fois dans les Trois essais.

La sublimation est un processus complexe par lequel la pulsion est déviée de son but sexuel pour se mettre à la disposition d'activités culturelles socialement valorisées.

## Définition
Freud définit la sublimation pour la première fois en 1905 dans Trois essais sur la théorie sexuelle, pour rendre compte d'un type particulier d'activité humaine (la création littéraire, artistique et intellectuelle, les activités sportives, caritatives etc.) sans rapport apparent avec la sexualité mais tirant sa force de la pulsion sexuelle en tant qu'elle se déplace vers un but non sexuel en investissant des objets socialement valorisés.

## Seconde topique
À partir de la seconde topique, la sublimation sera vue comme la transposition du but pulsionnel sexuel mais aussi agressif. Freud la définissait ainsi en se référant notamment à l'agressivité : 

« La sublimation est un concept qui comprend un jugement de valeur. En fait, elle signifie une application à un autre domaine où des réalisations socialement plus valables sont possibles. [...] Toutes les activités qui organisent ou affectent des changements sont, dans une certaine mesure, destructrices et redirigent ainsi une pulsion ("Trieb") loin de son but destructeur original. Même l'instinct sexuel, comme nous le savons, ne peut agir sans une certaine dose d'agression. Par conséquent, il y a dans la combinaison normale des deux instincts une sublimation partielle de l'instinct de destruction. »

— Lettre du 25 mai 1937 à Marie Bonaparte.

## Pulsion déviée quant au but
« Souvent citée, en retenant essentiellement la désexualisation de but et la valorisation sociale de l'objet, la sublimation constitue une notion indispensable pour la psychanalyse en même temps qu'un questionnement ».

## À la suite de Freud
Du fait de sa complexité et peut-être du risque de déviation anagogique auquel la notion de sublimation pouvait exposer la psychanalyse, Freud n'aurait jamais élaboré complètement son concept de la sublimation, de sorte que son projet d'un essai sur la sublimation n'a pas abouti à sa publication dans la Métapsychologie.  
La notion de sublimation a été reprise après Freud par beaucoup de ses disciples, mais sans apport véritable sur le plan métapsychologique. Pour Sophie de Mijolla-Mellor, l'apport le plus important est celui de Melanie Klein en ce qui concerne l'épistémophilie. 
En France, Daniel Lagache (1962, « La sublimation et les valeurs ») et Jean Laplanche (1980, Problématiques III, La Sublimation) ont consacré certains de leurs travaux à la notion de sublimation.